# Dun-sur-Grandry
Dun-sur-Grandry este o comună în departamentul Nièvre din centrul Franței. În 2009 avea o populație de 149 de locuitori.

## Evoluția populației
| An        | 1975 | 1982 | 1990 | 1999 | 2006 | 2009 |
| --------- | ---- | ---- | ---- | ---- | ---- | ---- |
| Populație | 202  | 178  | 152  | 162  | 151  | 149  |